# Лабісі
Лабісі (д/н — 1750 або 1754) — 24-й алаафін (володар) держави Ойо.

## Життєпис
За різними відомостями 1750 або 1754 року прийшов до влади після того, як його попередника — алаафіна Онісіле паралізувало. Виступив проти впливового басоруна (першого міністра) Ґаа, проте той переміг Лабісі, панування якого тривало 15 або 17 днів. В результаті було страчено усіх прихильників Лабісі. Фактична влада в державі перейшла до Ґаа. Той поставив новим алаафіном Авонбіоджу.